# Менильмонтан (станция метро)
Менильмонтан (фр. Ménilmontant) — станция линии 2 Парижского метрополитена, расположенная на границе XI и XX округов Парижа. Названа по одноимённому бульвару.

## История
- Станция открылась 31 января 1903 года в составе пускового участка Анвер — Александр Дюма. Однако уже через несколько месяцев станция получила печальную известность, так как на перегоне Куронь — Менильмонтан произошёл один из крупнейших пожаров в истории парижской подземки, в результате которого погибли 84 человека[2].
- Пассажиропоток по станции по входу в 2011 году, по данным RATP, составил 4 294 888 человек[3]. В 2013 году этот показатель вырос до 4 316 980 пассажиров (112 место по уровню входного пассажиропотока в Парижском метро)[4].

## Галерея

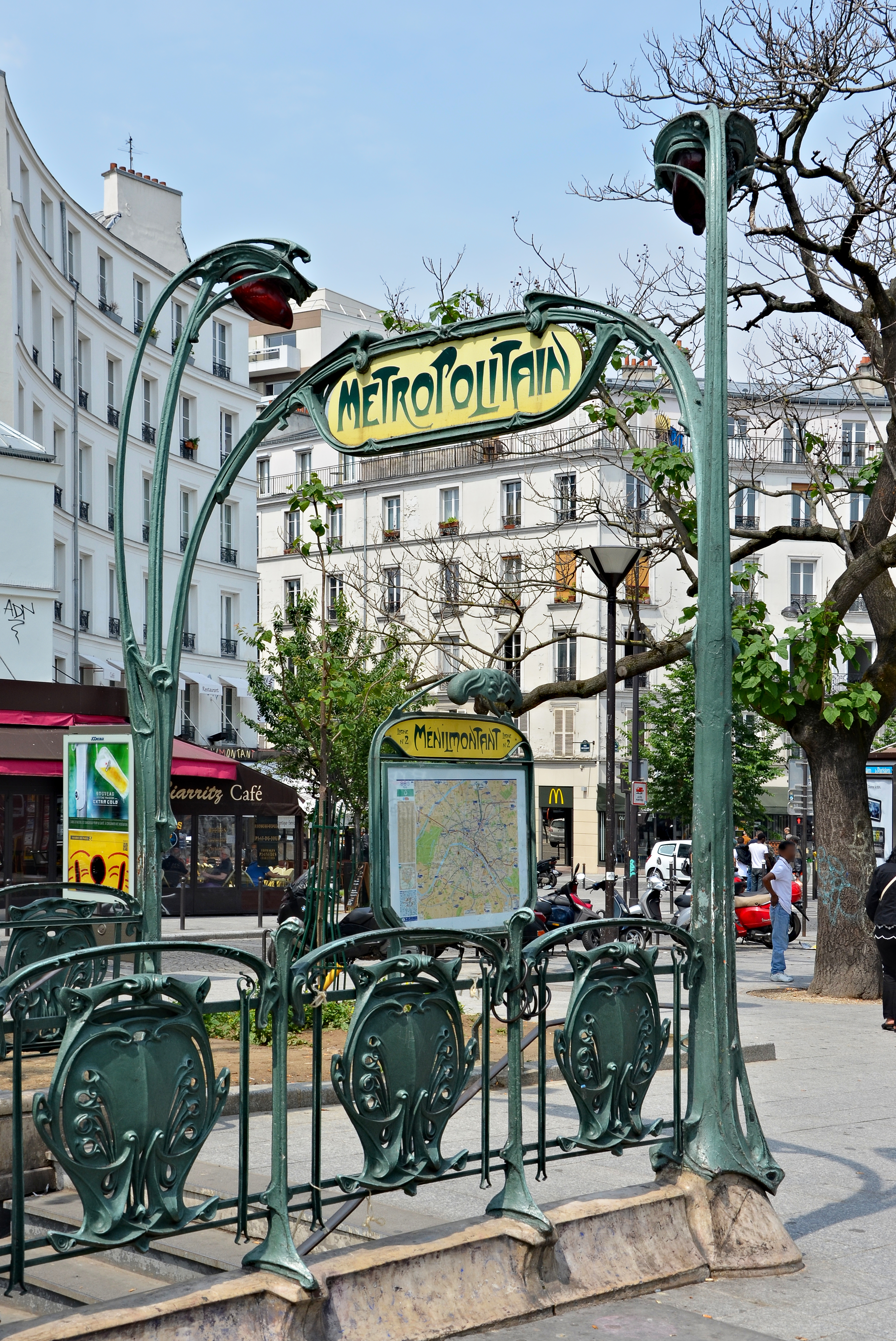
Лестничный сход
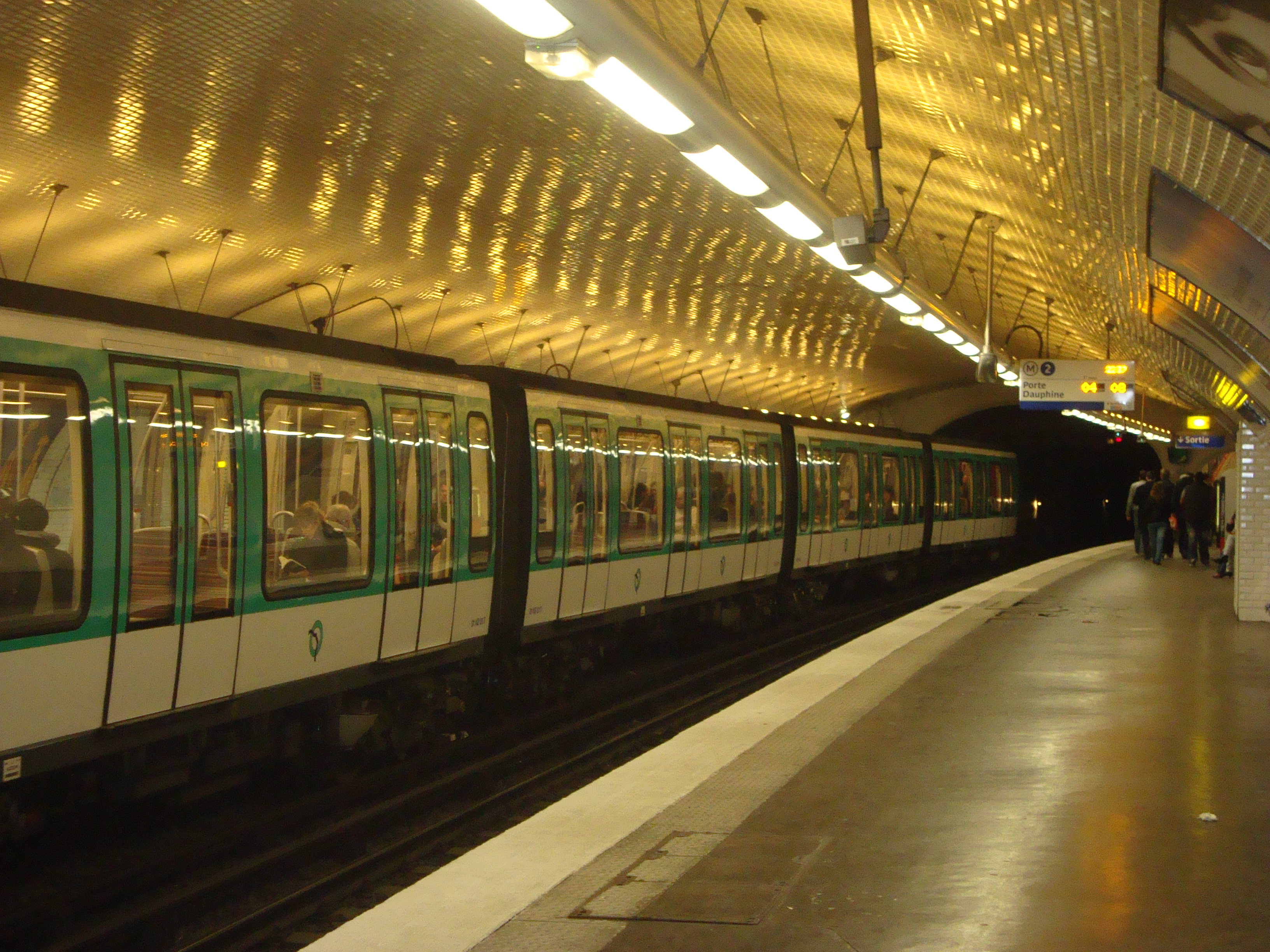
Состав модели MF 01 на станции
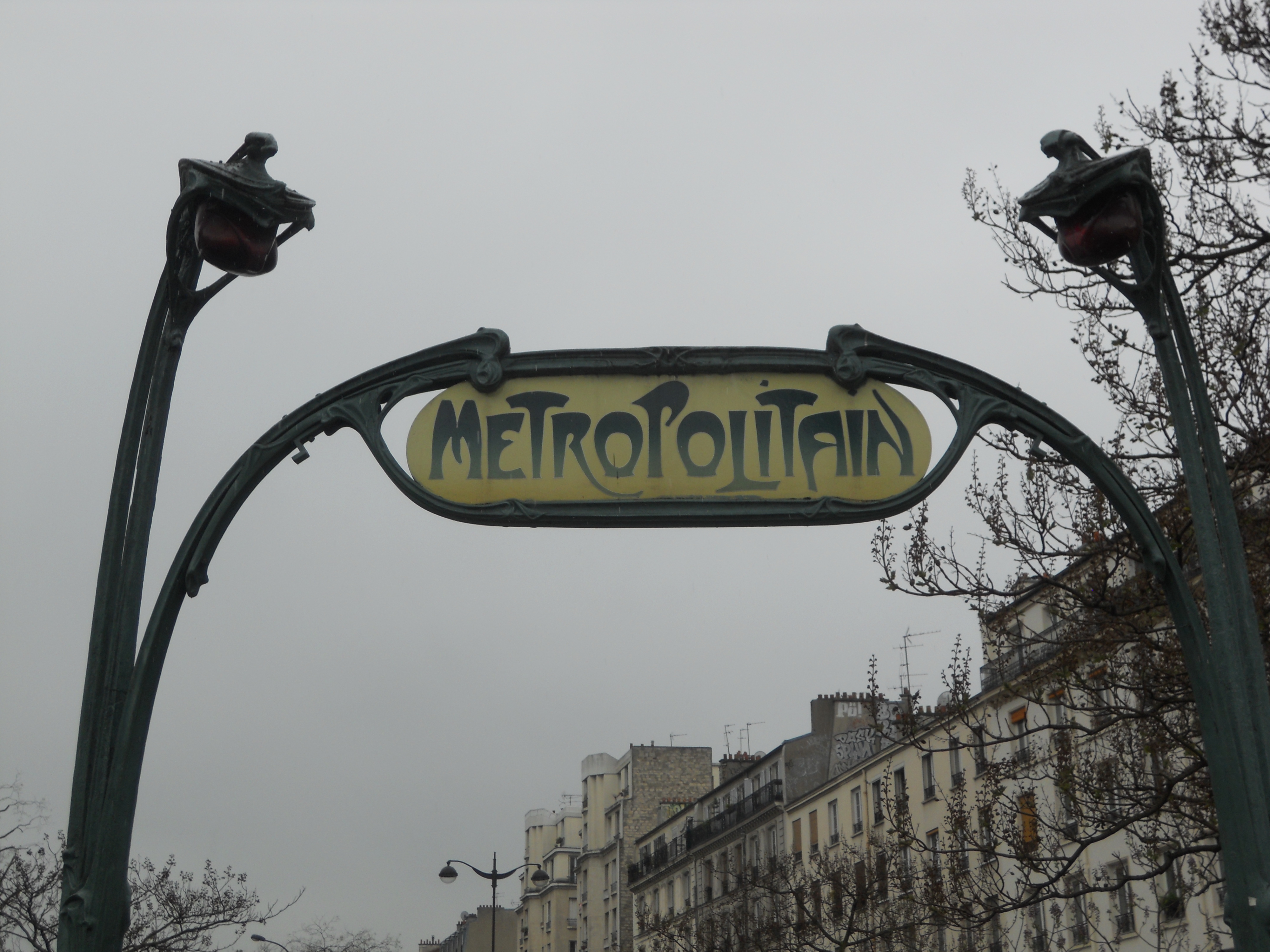
Вход на станцию